# 三つ巴事件
『三つ巴事件』(みつどもえじけん、原題: Triple Trouble) は、1918年公開のサイレント映画。出演はチャーリー・チャップリン、レオ・ホワイト、エドナ・パーヴァイアンス。本作は公式のチャップリン映画ではないが、チャップリンが監督したフィルムが多く使用されている。別邦題は『チャップリンの義侠』。

## 製作の経緯
1916年にチャップリンはエッサネイ社との契約を終え、ミューチュアル社と契約するが、エッサネイ社は手元に残されていた、『生活』（The Life）と題されたチャップリンの未完のフィルムや、『チャップリンの悔悟』の一部に、新たに撮影したフィルムを付け加えて2巻物として本作を公開した。追加撮影部分はレオ･ホワイトが監督を務めた。
チャップリンはエッサネイ社時代の自分の作品の著作権を有していなかったため、公開を差し止めることは出来なかった。チャップリンは本作を自分の作品とは認めていない。

## キャスト
- 雑役夫：チャーリー・チャップリン
- メイド：エドナ・パーヴァイアンス
- 伯爵：レオ・ホワイト
- コック・泥棒 (二役)：ビリー・アームストロング
- 歌う酔っ払い：ジェームズ・T・ケリー
- 浮浪者：バド・ジェイミソン
- 悪漢：ウェズリー・ラッグルズ
- 男：アルバート・オースチン